# Пољски шпанијел
Фино избалансиран, Пољски шпанијел је племенит, спортски пас развијен за веома велике активности и напоре.

## Основно
- Црни пољски шпанијелЖивотни вијек: 12 - 15 година

- Мужјак
  - Висина: око 45 
  - Тежина: 18 - 25
- Женка
  - Висина: око 45 
  - Тежина: 18 - 25

## Спољашњост
Пољски шпанијел је шпанијел средње величине, мало тежи и дужи од кокера. Свиленкасто крзно је уобичајено једнобојно, или боје јетре или црне. Неки пси имају и паљевине или су шарени. Мало бијеле на прсима је дозвољено. Ноге, прса, уши, реп и доњи дио тијела су обилно длакави, али никако коврџави. Њушка није ни превише шитока нити зашиљена, са великим носом и отвореним ноздрвама. Очи су облика бадема, смеђе боје, са озбиљним, њежним и племенитим изразом. Врат је снажан и мишићав. Средње дуге и широке уши су објешене, а реп је купиран.

## Темперамент
Пољски шпанијел има најбољи карактер од свих шпанијела. По природи је независан, али благе нарави, сладак и љубак. Паметан и разигран. Активан и енергичан. Изврстан је породични пас, ако се довољно изводи у шетњу и истрчава. Нарочито је познат по послушности. Битно је да се пси ове расе социјализују као штенад како би се избјегла (непожељна) повученост и спријечили проблеми са другим псима, касније у животу. Иако су веома пријатељска раса, могуће је да буду мало резервисани према непознатима.
Пољски шпанијели воле да лутају. Добри су са другим животињама (укључујући и друге псе) и дјецом, али ако се са њима игра грубље, пси се повуку из игре. Обратити пажњу да овој раси не досађују дјеца. Знају бити тврдоглави и темпераментни, али су углавном мирни пси. Најсрећнији су када им се да да ураде неки посао. Брзо уче и брзо реагују на газдин глас. Тренирање мора бити упорно, али њежно. Њежна природа овог пса утиче на то да ће их грубе и гласне ријечи, као и груб приступ тотално пореметити.
Ова раса тежи да се тотално посвети породици у којој се налази а да све остало игнорише (укључујући и друге псе, осим куја у тјерању). Ови пси морају имати редован контакт са људима и постају изузетно неуротични ако се оставе закључани или затворени без контакта са људима до којих им је стало.

## Здравље
Склони су дисплазији кукова и инфекцији ушију.

## Историја
Пољски шпанијел је настао почетком 19-ог вијека, пажљивим одгајањем од Енглеског кокер шпанијела. Одвајањем ове расе од Енглеских кокера, резултати које су прије постизани у раду, нису више никада постигнути. До краја Другог свјетског рата, раса је постала веома ријетка и изгубила је шампионски статус (није могла да се такмичи за шампионат). Ипак, упорним радом одгајивача, као и увођењем Енглеских спрингера и кокера у одгајивачку линију. Ово је резултовало повећањем броја јединки ове врсте, као и повратком шампионског статуса 1969-е године.

## Карактеристике расе
Глава је фино издефинисана са благо подигнутим обрвама. Њушка дуга и благо нагнута према доле и никако коцкаста. Вилица је снажна са потпуним маказастим загризом. Очи су у облику бадема, тамносмеђе. Ушу су дугачке, широке, длакаве и објешене. Врат је јак, дугачак и мишићав. Прса су дубока и изравната са линијом леђа. Предње ноге су праве, а задње су јаке и мишићаве. Шапе су округле и ситне. Покрет пса ове расе је лаган и дугачак. Реп је купиран на једну трећину, длакав и мора бити ниско усађен, никад изнад горње линије леђа. Некупирани реп није дисквалификација, ако прати особине усађености репа уз чињеницу да је дугачак толико да сеже до скочних зглобова. Крзно је дугачко, густо, штити од воде, сјајно и свиленкасто. Длакавост на прсима, на доњем дијелу тијела, и на задњем дијелу ноге. Пожељне боје су црна, боја јетре и шарена.